# Emgann
Emgann es un movimiento de ideología nacionalista y de izquierda activo en la Bretaña, al noreste de Francia. Fundado en 1982, pronto se convirtió en uno de los principales grupos del activismo independentista bretón. Se describen a sí mismos como un "movimiento de izquierda independentista" que "lucha por la emancipación y la liberación nacional del pueblo bretón y su representación directa en las autoridades europeas".

## Origen
Emgann surge del tercer Emsav, el renacimiento del nacionalismo bretón como movimiento izquierdista después de la década de 1960. Se autodenomina como movimiento anticapitalista y antirracista. El movimiento fue fundado en 1983 por militantes radicales dentro del movimiento independentista bretón tras el cambio repentino en la política francesa causado por la victoria de François Mitterand en las elecciones de 1981. Al poco tiempo de asumir el poder, el gobierno de Mitterrand concedió una amnistía a 19 militantes bretones que permanecían todavía en prisión, cumpliendo una de las demandas políticas de los nacionalistas. Entre esta amnistía y el establecimiento de un gobierno de izquierdas en París, el nacionalismo izquierdista comenzó a disminuir en Bretaña, lo que llevó a la creación de Emgann en gran parte como respuesta a este cambio en el clima político.
El manifiesto que Emgann publicó en 1988 también enfatizaba en la importancia de la solidaridad con otros movimientos nacionalistas, citando a la izquierda abertzale del País Vasco como ejemplo.
Una de las particularidades de Emgann fue su rechazo a cualquier tipo de contacto con los partidos políticos franceses, así como sus atípicos patrones de reclutamiento. A finales de la década de 1990 estaba prácticamente ausente en las universidades - tradicional caldo de cultivo para los movimientos radicales franceses - pero en lugar de ello trató de reclutar nuevos miembros en las áreas urbanas, especialmente entre los jóvenes desempleados o con empleos precarios. Como resultado, la militancia en el movimiento tendía a ser proporcional con la debilidad de la economía local.
En 1995, Emgann organizó una celebración de la nacionalidad bretona denominada Devezh Ar Vro. El movimiento también publica un periódico llamado Combat Breton, actualmente editado por Yann Puillandre.

## Conexión con el FLB-ARB
Los líderes de Emgann siempre han afirmado tajantemente que no son "la voz legal del ARB". El ARB (Ejército Revolucionario Bretón) es el brazo armado del Frente de Liberación de Bretaña (FLB), una organización clandestina considerada como grupo terrorista por las autoridades francesas. Pese a que Emgann ha rechazado cualquier vínculo formal entre las dos organizaciones, en sus comunicados oficiales calificaba al ARB como "organización de resistencia patriótica" y su periódico Combat Breton publicaba los comunicados del ARB.
Emgann afirma que no aprueba las acciones violentas del ARB, pero tampoco las desaprueba, tratándolas como "una consecuencia lógica del Estado colonialista francés y la desesperación de la juventud bretona". Sin embargo, varios miembros de Emgann han sido arrestados y encarcelados por los tribunales franceses como cómplices en el robo de varias toneladas de explosivos de una empresa en Plévin (Côtes-d'Armor) en 1999. Este robo fue seguido de una serie de atentados con bomba atribuidos al ARB, incluyendo la explosión mortal en una sucursal de McDonald's en Quévert. Finalmente, un antiguo portavoz de Emgann fue acusado de conspiración para cometer actos terroristas por los atentados en Quévert y el resto de lugares. Sin embargo, dado que muchos de los acusados fueron sometidos a prisión provisional durante varios años antes de los juicios, muchos fueron puestos en libertad, habiendo pasado en la cárcel más tiempo del que finalmente fueron condenados antes de que los juicios siquiera hubieran empezado. Uno de los procesados apeló su encarcelamiento ante el Tribunal Europeo de Derechos Humanos. Estos prolongados retrasos y otras irregularidades reclamadas en el proceso llevaron a su condena por parte de Emgann como "pantomima".

## Objetivos
- Reunificación de Loira Atlántico con Bretaña.
- Reconocimiento oficial del pueblo bretón y del idioma bretón.
- Liberación de los "presos políticos" bretones.